# 迟力峰
迟力峰（1957年10月—），女，中国化学家，苏州大学功能纳米与软物质材料研究院，中国化学会会士，中国科学院院士。